# Leonid Iengibarov
Leonid Georgievich Yengibarov (en armeni: Լեոնիդ Ենգիբարյան; en rus: Леонид Георгиевич Енгибаров), va nàixer el 15 de març del 1935 a Moscou, i va morir el 25 de juliol del 1972 a la mateixa ciutat. Fou un pallasso, mim i actor soviètic. Li van posar el sobrenom del "pallasso amb la tardor al cor".

## Biografia

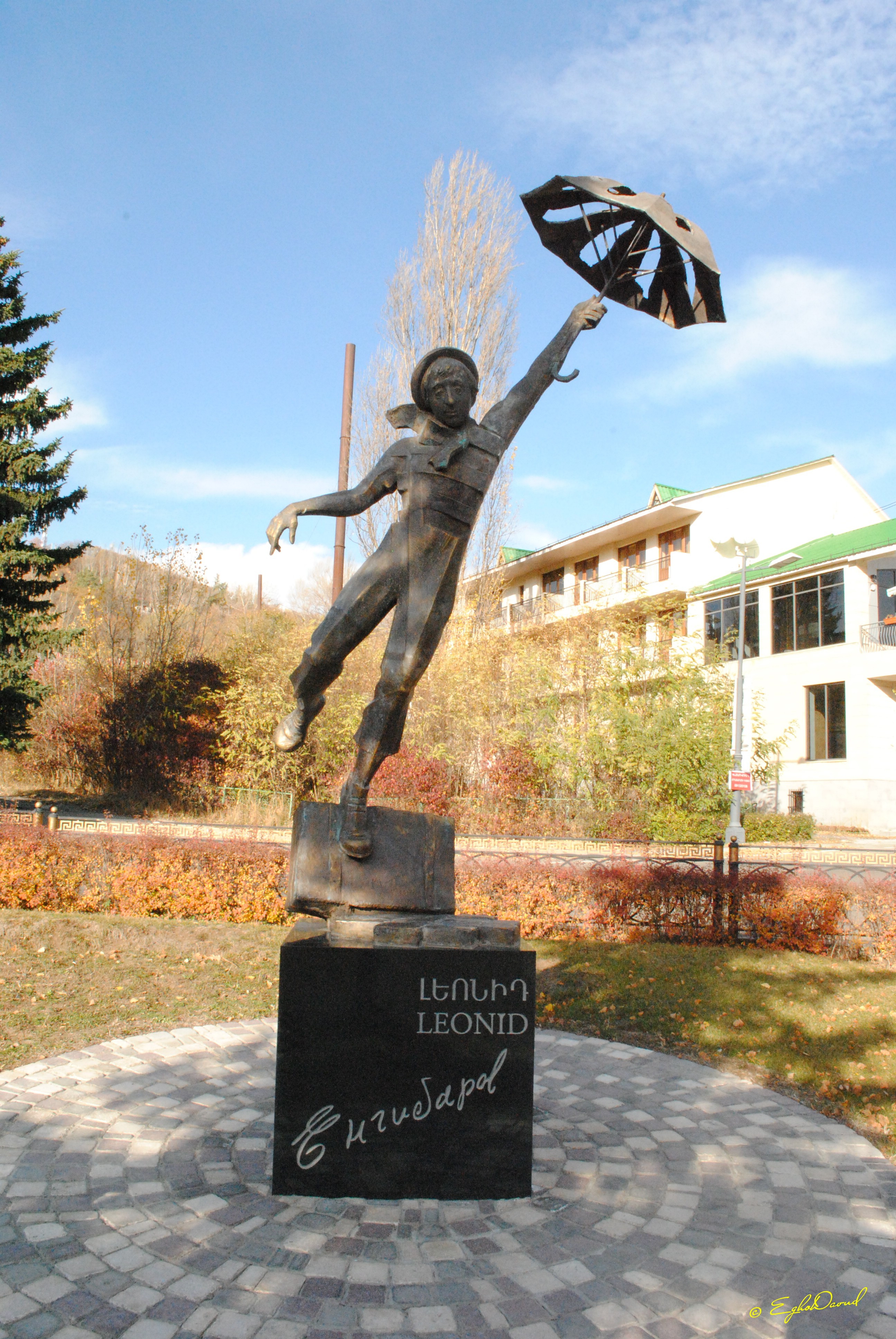
Estàtua a Tsaghkadzor

Va nàixer en la família del xef armeni Georgy Yengibarov i la modista russa Antonina Kudriavtseva. L'artista visqué a la casa familiar de Marina Rochtcha tota la seua vida. En la joventut, practicava boxa. El 1955 comença els estudis a l'Escola Nacional de Circ i Arts Escèniques. El seu professor, Yuri Belov, es va convertir en el seu director, l'únic amb qui va treballar. Va actuar com a mim quan encara era estudiant, a partir del 1956. Graduat el 1959, comença la seua carrera al circ de Novosibirsk. Després va actuar a Khàrkiv, Tbilisi, Vorónej i Minsk el 1960, a Odessa i Bakú el 1961, i també al Circ de Moscou al bulevard Tsvetnoy.
El 1962, fou premiat amb la medalla al millor espectacle de l'any a Leningrad (Sant Petersburg). Allà va conéixer Marcel Marceau i Rolan Bykov. Bykov seria amic seu tota la vida. El 1963, va debutar en el cinema amb la pel·lícula Camí cap a l'arena (Armenfilm).
El 1964, Yengibarov guanya el Gran Premi del Concurs Internacional d'Artistes Pallassos de Praga. Un any més tard, de la seua aventura amb la periodista txeca Yarmila Galamkova, naix una filla, Barbara. El 1966, l'artista fou el protagonista d'un documental: Leonid Yengibarov, Enchanted!  (Леонид Енгибаров, знакомьтесь!) dirigit per Victor Lissakovitch a partir del guió de Zinovi Gerdt.
El 1971, juntament amb Belov, Iengibarov prepara l'espectacle La pluja d'estrelles, que es representa a Moscou i Erevan. Deixa el circ i funda una companyia pròpia de teatre. El mateix any, es publica el seu primer recull de contes, Premier round.
Va morir d'un infart a casa seua el juliol del 1972. L'artista està soterrat al Cementiri de Vagànkovo.
Anys després, un altre pallasso rus, Slava Polunin, el va esmentar entre les seues inspiracions.
Un festival internacional de pantomima que se celebra a Tsaghkadzor, a Armènia, del 2011 ençà, duu el seu nom.
El 2021, s'inaugurà una estàtua en honor de Iengibarov, al costat del Circ d'Erevan, per a commemorar el seu 86é aniversari.

## Filmografia
- 1964: Els cavalls de foc (Ombres dels avantpassats oblidats) de Sergei Paradjànov
- 1966: Aïbolit-66 de Rolan Bykov: pirata
- 1968: Colpeja! Torna a atacar! (Удар! Ещё удар!) de Viktor Sadovski: periodista
- 1971: Un collaret per al meu estimat, de Tenguiz Abouladze
- 1972: Caps solts (Печки-лавочки, Petchki-lavotchki ) de Vassili Xukxín:pallasso